# George Robinson (actor)
George Ross Robinson (12 de septiembre de 1997) es un actor inglés. Es conocido por interpretar a Isaac Goodwin en la serie de Netflix Sex Education. 

## Vida y carrera profesional
Robinson nació en Nottingham, sus padres Simon y Gill y creció en Maxey, un pueblo cerca de Peterborough. Tiene un hermano pequeño llamado Edward "Eddie". Ambos estudiaron en Stamford School, y la familia se mudó cerca de Stamford en 2015. Robinson se interesó en la actuación a los 13 años.
Cuando tenía 17 años, Robinson fue de gira con el equipo de rugby del instituto a Sudáfrica. El 27 de julio de 2015 sufrió una severa lesión espinal al intentar un placaje cuando jugaba contra el D.F. Malan High School en Bellville, cerca de Ciudad del Cabo. Se le trasladó a la unidad de cuidados intensivos en el hospital privado Mellomed, donde fue operado y donde estuvo 37 días. Allí le visitó Huw Jones. Cuando se le retiró el respirador, se le transportó de vuelta a Inglaterra en ambulancia aérea. Pasó 5 semanas más en el hospital de Addenbrooke en Cambridge y le siguieron 10 meses de rehabilitación en el princess Royal de Sheffield.   
Como resultado del accidente, Robinson es tetrapléjico  y usa una silla de ruedas manual. El accidente recibió repercusión entre los medios y las figuras públicas dentro y fuera de la comunidad del rugby. Sus familiares y amigos organizaron una recaudación de fondos #TeamGeorge, los beneficios del cual se destinaron al equipo de Robinson y a su atención a largo plazo.
Con el apoyo de Stamford, Robinson pudo regresar y terminar su educación secundaria a los 19 y una oferta inusual de la Universidad de Birmingham. Hizo una pausa en sus estudios de filosofía cuando consiguió un papel como actor regular en la comedia dramática de Netflix, Sex Education. La discapacidad de Isaac se escribió basándose en la del actor y a Robinson se le incluyó en el proceso creativo.
Robinson participó en un panel sobre la representación y el tratamiento de la discapacidad en el lugar de trabajo en el TV Festival de Edimburgo. Participará en un filme educacional para la ONG Back Up Trust.

## Filmografía
| Year      | Title         | Role             | Notes                                  |
| --------- | ------------- | ---------------- | -------------------------------------- |
| 2020–2023 | Sex Education | Isaac Goodwin    | Temporada 2, temporada 3 y temporada 4 |
| 2021      | Dalgliesh     | Henry Carwardine | Próximamente                           |
| 2023-2025 | Silo          | sin nombre       | Temporada 2                            |

## Audios
- Life Hacks para BBC Radio One